# قطعی سراسری اینترنت در ایران (۱۳۹۸)
قطعی سراسری اینترنت در ایران در سال ۱۳۹۸ پس از اعتراضات سراسری در ۲۵ آبان ۱۳۹۸ آغاز شد و تا ۳ آذر ادامه داشت. این کار با دستور شورای عالی امنیت ملی جمهوری اسلامی ایران و توسط وزارت ارتباطات ایران انجام‌شد. طی این واقعه اینترنت بین‌المللی به‌طور کامل از دسترس کاربران خارج شد و تنها شبکه ملی اطلاعات قابل دسترس بود. محمد جواد آذری جهرمی، وزیر ارتباطات ایران، به دلیل قطعی اینترنت از سوی وزارت خزانه‌داری آمریکا تحریم شد.
طبق گزارش نت‌بلاکس، میزان دسترسی اینترنت در ایران در اوج قطعی‌ها به ۴ درصد کاهش یافته‌بود. محدودیت‌زدایی از اینترنت از پنج‌شنبه ۳۰ آبان با دسترسی دادن به برخی دانشگاهها، شرکت‌ها و ادارات آغاز شد و به مرور به کاربران خانگی تعمیم یافت. در ۲ آذر گزارش‌شد که تعدادی از کاربران خانگی به اینترنت دسترسی یافته‌اند و نت بلاکس هم میزان دسترسی به اینترنت را ۶۴٪ گزارش کرد.

## گستردگی
قطعی سراسری ۱۳۹۸ اینترنت در ایران از پیچیده‌ترین و گسترده‌ترین قطعی‌های اینترنت در جهان بوده است. این واقعه بزرگ‌ترین قطعی در تاریخ اینترنت ایران بود. در مقایسه با اختلالات پیشین، محدوده این قطعی گسترده‌تر و مدت زمان آن نیز بیشتر بود. محدوده قطعی تمام خاک ایران را دربرگرفت.
بنابر گفته تحلیل‌گران قطع اینترنت، تلاش‌های دولت‌های خودکامه برای سانسور ارتباطات آنلاین است و در یک کشور ۸۰ میلیون نفری، نخستین مورد از این دست، در جهت انزوای مؤثر شبکه پیشرفته و توسعه‌یافته اینترنت داخلی در یک کشور جهان است.
قطع اینترنت با چنین پیچیدگی‌های وسیع تدارکاتی (لجستیکی) تا کنون در جهان سابقه نداشته است.
سایت وایرد در یک گزارش تحقیقاتی به قلم مت بورگس نوشته است که تحقیقات جدید توسط سازمان حقوق بشری آرتیکل۱۹ فاش ساخته که چگونه مقامات جمهوری اسلامی توانستند ارتباطات ده‌ها میلیون نفر را در نوامبر ۲۰۱۹ قطع کنند و نوع دیگر «محلی» اینترنت را بکار گیرند که یک دهه صرف درست کردن آن شده بود. این تحقیق ساختار اینترنت ایران را ترسیم می‌کند و تصویری از کنترل ارائه می‌دهد که شبیه آن در هیچ‌کجای جهان نیست. این تحکیم فناوری‌ها بدین معنی است که جمهوری اسلامی در یک موقعیت یکتا برای اعمال کنترل روی اینترنت شهروندان است.

## اجرا
اجرای کامل قطعی اینترنت نزدیک به ۲۴ ساعت طول کشید. وزارت ارتباطات، به طیف گسترده‌ای از رسانندگان خدمات اینترنتی دستور قطع شبکه بین‌المللی و اتصال شبکه ملی اطلاعات را داد. برخی سرویس‌دهنده‌ها به کلی مسیر خود را از اینترنت قطع کردند و برخی دیگر با وجود بازگذاشتن مسیر، ترافیک اینترنتی را بلوکه می‌کردند. در عصر ۲۵ آبان ۹۸ (۱۶ نوامبر ۲۰۱۹)، ایرانسل، همراه اول و رایتل از شبکه جهانی آفلاین شدند. قطعی اینترنت به تدریج افزایش یافت و تا آخر شب به نقطه قطع سراسری رسید.
برخی مسئولیت این قطعی را با شورای عالی امنیت ملی دانستند، اما آذری جهرمی، وزیر وقت ارتباطات آن را نتیجه دستور شورای امنیت کشور اعلام کرد.

## قطعی محدوده‌ای
روز چهارشنبه ۴ دی ماه و همزمان با مراسم چهلم جان‌باختگان اعتراضات آبان، اینترنت خانگی در شیراز و برخی شهرستان‌های استان فارس قطع شد. همچنین «یک منبع آگاه» در وزارت ارتباطات و فناوری اطلاعات ایران به خبرنگار ایلنا گفته است که «با دستور مراجع امنیتی» ترافیک بین‌الملل خطوط تلفن‌های همراه در استان‌های البرز، کردستان، زنجان و فارس قطع شده است.

## خسارت
خسارت وارده در نتیجه قطعی اینترنت در ایران بنابر تخمین نت بلاکس معادل روزانه ۶۱ میلیون دلار (حدود ۷۳۲ میلیارد تومان) بوده است. این قطع دسترسی باعث تعطیلی برخی صرافیها و آژانس‌های مسافرتی شد. همچنین میزان فروش سینماها در مدت قطعی به شکل قابل توجهی کاهش یافت. مجموع خسارت بین ۳۶۹ میلیون تا ۱/۵ میلیارد دلار تخمین زده‌شده است.

## واکنش‌ها

### واکنش‌های داخلی
- حسن روحانی، رئیس‌جمهور: باید بتوانیم شبکه ملی اطلاعات داخلی را آنچنان تقویت کنیم که مردم بتوانند برای نیازمندی‌های خود نیازی به خارج نداشته باشند.[۲۵][۲۶]
- محمد جواد آذری جهرمی، وزیر ارتباطات ایران، در واکنش به قطعی‌ها گفت: «اطلاعی دربارهٔ زمان رفع محدودیت اینترنت ندارم و در این زمینه باید از شورای امنیت کشور (شاک) سؤال کنید.»[۲۷] او همچنین در مورد اینترنت ملی گفت: «اینترنت داخلی معنا ندارد بلکه یک عبارت کاریکاتور شده، بسیار غلط است. ما موضوعی به نام اینترنت ملی نداریم.»[۲۸][۲۹]
- علی ربیعی، سخنگوی دولت ایران، گفت: «چنانچه اطمینان حاصل شود که سوء استفاده‌ای صورت نمی‌گیرد اینترنت استان‌های مختلف به تدریج وصل می‌شود.»[۲۷] او همچنین در جای دیگری گفت: «همه ما می‌پذیریم که گاهی ناچاریم هزینه سوء استفاده از فناوری را بپردازیم که البته قطع اینترنت مقطعی است، اما امنیت برای ما بسیار مهم‌تر بود.»[۳۰]
- محمود واعظی، رئیس دفتر ریاست‌جمهوری، گفت: «در شورای امنیت کشور تصمیمات مشخصی برای امنیت کشور اتخاذ شده و در جایی هم مجبور شدند تصمیم قطع دسترسی به اینترنت را بگیرند.»[۳۱]
- تعدادی از نمایندگان مجلس شورای اسلامی از جمله قاسم میرزایی نیکو، جلال میرزایی، حشمت الله فلاحت پیشه، فاطمه سعیدی، حمیده زرآبادی و طیبه سیاوشی خواستار گشایش اینترنت شدند.[۳۲]
- علی مطهری، از نمایندگان مجلس گفت: «ادامه قطع اینترنت ضرورتی ندارد.» و همچنین افزود: «اگر وزیر کشور بخواهد بر ادامه قطع اینترنت اصرار بورزد، مجلس عکس العمل نشان خواهد داد.»[۳۳]
- احمد خاتمی، از اعضای مجلس خبرگان، در خطبه نماز جمعه تهران گفت: «تقاضا دارم اینترنت را بازِ باز نکنید. دیدید که به مردم جنایت یاد می‌دادند.»[۳۴][۳۵]
- علی فدوی، جانشین فرمانده سپاه پاسداران، گفت: «اینترنت مجرای خباثت‌های آمریکاست.»[۳۶]

### واکنش‌های بین‌المللی
- دونالد ترامپ در توئیتر نوشت: «ایران به اندازه‌ای بی‌ثبات شده است که رژیم آن کل سیستم اینترنت را قطع کرده است به گونه‌ای که ملت بزرگ ایران نمی‌توانند دربارهٔ خشونت وحشتناکی که در این کشور جریان دارد صحبت کنند.»[۳۷]
- مایک پمپئو، وزیر امورخارجه آمریکا، گفت: «جمهوری اسلامی باید خشونت علیه مردم خود را متوقف کند و فوراً دسترسی همه ایرانیان به اینترنت آزاد و باز را فراهم کند.»[۳۸]
- ریچارد گرنل، سفیر آمریکا در آلمان، در توئیتر نوشت: «ما صدای مردم ایران را می‌شنویم. ما مشکل را می‌دانیم اگرچه فعلاً نمی‌توانیم جزئیات بیشتری از آنچه تا حالا انجام دادیم منتشر کنیم. اما بدانید که صدا و خواسته شما را واضح و شفاف می‌شنویم.»[۲۷]
- برنی سندرز، سناتور آمریکایی، نوشت: «همه مردم حق اعتراض برای آینده ای بهتر را دارند. من از دولت ایران می‌خواهم به خاموشی اینترنتی و خشونت علیه معترضان پایان دهد.»[۲۷]
- جو بایدن، معاون سابق اوباما و کاندیدای ریاست جمهوری ۲۰۲۰، نوشت: «ایرانیان نیز مانند مردم هر جای دیگری حق دارند که به شکل مسالمت‌آمیز اعتراض کنند بدون آن که به دست حکومت خودشان وحشیانه مورد حمله قرار گیرند و روزها بدون اینترنت بمانند.»[۳۹]
- وزارت خزانه‌داری آمریکا روز جمعه یکم آذر نام محمدجواد آذری جهرمی، وزیر ارتباطات و فناوری اطلاعات جمهوری اسلامی را به دلیل نقش داشتن در «سانسور گسترده اینترنت» به سیاههٔ تحریمی‌های کاخ سفید اضافه کرد.[۴۰]

### در رسانه‌ها
نشریهٔ ام‌آی‌تی تکنالجی ریویو در گزارشی، این اقدام را به‌دلیل اثرات مخربی که بر اقتصاد و معیشت مردم می‌گذارد و می‌تواند زمینه‌ساز افزایش نارضایتی و اعتراضات آتی شود، به «شلیک به خود» از جانب حکومت تعبیر کرد. نیوزویک هم در مقاله‌ای، با اشاره به تحقیقی که در دانشگاه استنفورد آمریکا انجام شده نوشت: «دست کم یک پژوهش که توسط گروه سیاست‌های جهانی دنیای دیجیتال صورت گرفته نشان داده که در حقیقت قطع اینترنت نه تنها موجب کاهش خشونت‌ها نشده بلکه میزان آن را نسبت به زمان برقراری اینترنت چهار برابر کرده است».